# Ôbuda

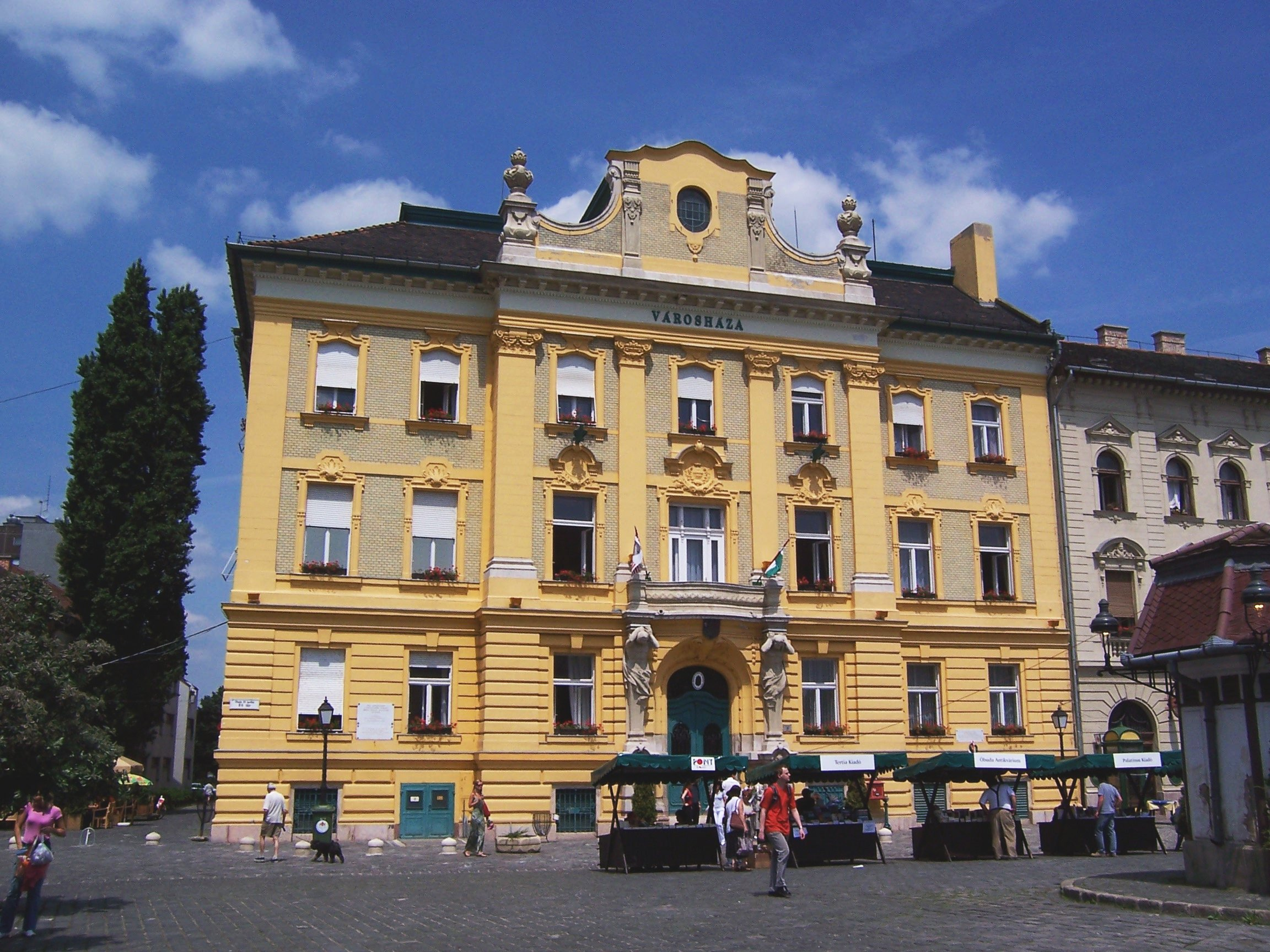
Prefeitura de Obuda - Budapeste

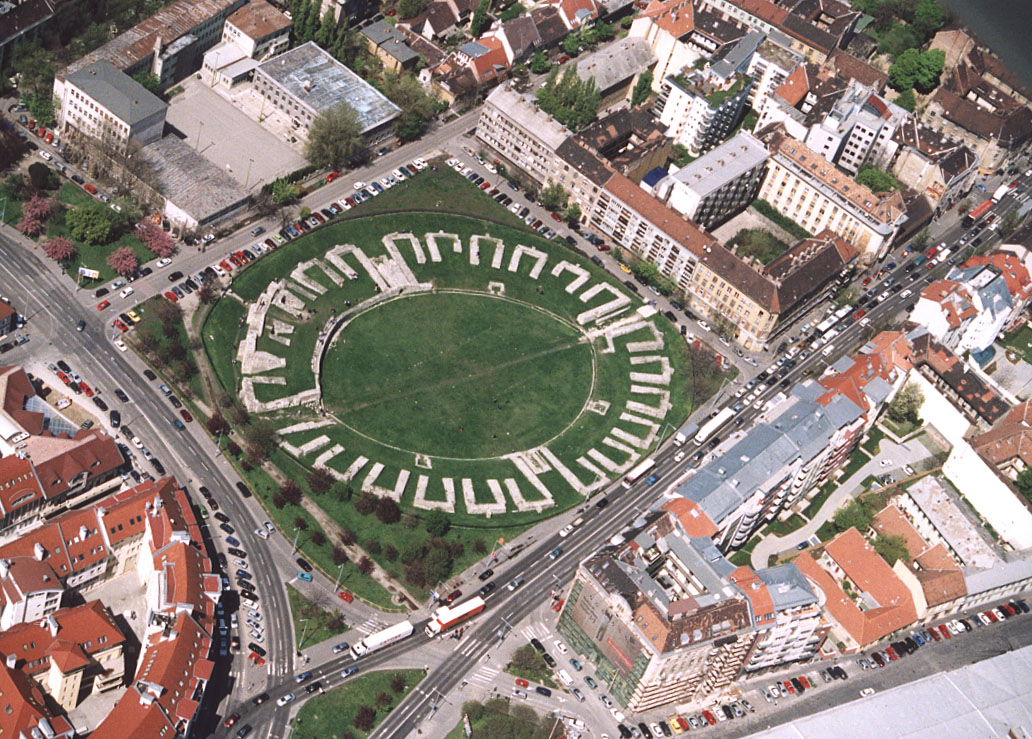
Anfiteatro Romano

Ôbuda era uma cidade histórica da Hungria que foi unida em 1873 a Buda e Peste e que hoje faz parte do Distrito III - Ôbuda - Békásmegyer de Budapeste . O nome significa Antiga Buda em húngaro  (em alemão, Alt-Ofen). Seu nome em croata e em sérvio é Stari Budim, mas a minoria croata local a chama Obuda , usando o nome "Budim" para a fortaleza de Buda.
A Ilha Ôbuda que fica  próxima a essa área de Buda é palco do Festival de Sziget de música e cultura.
O centro de Ôbuda é a praça Főtér (Praça Principal) que se liga a uma pequena praça com uma escultura que representa pessoas esperando a chuva. É acessível através da estação Árpád híd do sistema de trens urbanos BHÉV.

## História
Assentamentos que datam da Idade da Pedra foram encontrados em Ôbuda. Os romanos construíram Aquinco, capital da província da Panônia província nesse local. Os Húngaros chegaram depois do ano 900 e ali se fez um importante assentamento de grandes líderes tribais e depois reis. Bela IV da Hungria construiu ali uma nova capital após a invasão mongol de 1241-1242  em Buda , pouco ao sul de 'Óbuda'. Em 01 de janeiro de 1873 se uniu com Buda e Peste para formar Budapeste .

Escola Elementar Judia de Ôbuda foi vítima do Holocausto  Em 13 de junho de 2012, uma placa comemorativa para os ex-professores e estudiosos foi afixada na parede do edifício erguido no local onde ficava a escola .

Citação: “Eu darei a vocês um nome eterno, que nunca vai ser esquecido” (Isaías 56: 5)  (Budapeste , Distrito III , Óbuda Rua Nr 6).